# カルビ
カㇽビ（갈비）は、朝鮮語で肋骨（あばら）を意味する言葉。朝鮮料理では、あばらの周辺に付いている肉、つまりばら肉のことを言う。多くの場合牛ばら肉の焼肉を指すが、豚や鶏の焼肉もカルビと呼ぶことがある。

## 概要
韓国では、一般にカㇽビと言えば牛ばら肉（ソガㇽビ）を指す。骨付きカルビもあるが、BSE問題以降は減っている。肉自体はカㇽビ肉（カㇽビサㇽ、갈비살）と言う。1頭の肉牛から約40キロのカㇽビ肉が取れ、赤身そのものは硬いが細かく入った脂肪分が多いために全体として柔らかく、うま味に富む。
焼肉（カㇽビグイ）が高級外食とされ、専門店も多く韓国以外の国でも人気がある。そのほか、カㇽビタン（スープ）、カㇽビチㇺ（煮物）などに調理される。特上の肩ばら肉である三角バラ（チャックリブ、英語: chuck rib）はチョッカㇽビ（척갈비）と呼ばれる。
焼肉に使われるカㇽビは包丁を入れて切り開き、端に骨を付けた帯状（写真参照）に整形されることが多い。また近年は、骨ごとスライスした手軽なLAカㇽビも増えている。このLAは「Lateral Axis」の略で、骨と垂直に切ることに由来すると言われている。
一方で、豚ばら肉（テジガㇽビ、돼지갈비）の焼肉がある。豚ばら肉のジューシーなうま味が味わえ、金額的にも牛カルビに比べると格安で、実際にはこちらの方がポピュラーである。調理法によってはサムギョプサル（「三枚肉」の意）となる。
また、鶏肉（タッコギ、닭고기）を野菜やトㇰとともにピリ辛のソースで炒めたものをタッカㇽビ（닭갈비）、鯖（コドゥンオ、고등어）の開き（干物）を焼いたものをコガㇽビ（고갈비）などと称する。これらは、鶏や鯖の「ばら肉」を意味する言葉ではない。
日本の食肉小売品質基準では、「カルビ」がどこの部位を指すかは規定されておらず、飲食店ではあくまでメニュー名として使われている。その為、ばら肉以外の脂が多い部位を「カルビ」として表示する店も存在する。同様に、「上カルビ」「特上カルビ」などのメニュー名も特に基準は定められておらず、焼肉店の判断により独自の表記が用いられている。

## 料理

### カルビグイ
牛カルビの焼肉には、ヤンニョㇺに漬け込んで下味を付けてから焼くヤンニョㇺカㇽビ（양념갈비）と、下味を付けずに焼くセンガㇽビ（生ガルビ、생갈비）がある。
ヤンニョㇺは醤油・酒・砂糖・ごま油などを混ぜた甘味の合わせ調味料で、風味付け目的や肉を柔らかくする目的で果汁を加えることがある。肉は漬ける前に包丁を入れ、端に骨を付けた帯状に整形されていることが多く、これをテーブルの焜炉や七輪で網焼きしながら切り分け、好みでニンニク・青唐辛子などの薬味と共に、サンチュなどの葉菜に包んで食べる。
センガㇽビは、焼いた後に塩・コショウなどで味を整えながら食べる。専門店には炭火焼き（スップㇽ、숯불）を売り物にするところも多く、それ以外にも鉄板で焼いたりキッチンで調理して焼き上がりを提供するなど形態はさまざまである。

### テジガㇽビ（デジカㇽビ）
一般にテジガㇽビ（デジカㇽビ）と言えば、ヤンニョㇺタレに漬け込んだ豚ばら肉、それを焼いたものである。基本的なレシピや食べ方はソガㇽビと変わらないが、牛肉と違ってよく焼く必要がある。バリエーションとしてコチュジャンベースのヤンニョㇺを用いた「メウン（辛い）テジガㇽビ」がある。
サムギョプサルは基本的に下味を付けない豚ばら肉の焼肉で、こちらも韓国では大変ポピュラーである。

### トッカㇽビ
餅カルビ（떡갈비）を意味する。カㇽビ肉を骨から外して叩き、粗いミンチ状にしたものに醤油・砂糖・おろしニンニクなど調味料を混ぜ、ハンバーグのように整形して焼く。一般的に牛カㇽビで作るが、豚で作ることもある。もともとは全羅南道の郷土料理で、専門店も多い。

## 歴史
カㇽビという語は、下腹を意味するモンゴル語 (харвин/kharbin) の借用と見られるが、最初の用例が現れるのは朝鮮時代に入ってからである。
『朝鮮時代の本では「乫飛」という漢字で書かれていて、丁若鏞の『雅言覚非』では「曷非」と記録されている。またカㇽビグイの調理法は、高句麗の貊炙（メッチョク）、高麗の雪夜炙（ソリャミョク）が変化したものだとされている。』
という説もあるが、『曷非』は肉の部位のカルビの事ではない。
『雅言覚非』では『曷非』の説明があり、「凡そ生あるものは、気によって声を発し、口の形によって音が異なる。この音声の違いを区別して記すことを、曷非という。」「清音、濁音、半濁音、および曷非は、朝鮮語の音韻体系を構成する基本的な要素である。」と説明されている。李基文『韓國語史』（一志社）内の「中世朝鮮語の音韻体系」では、「曷非」を「有声破擦音と摩擦音の総称」と定義し、古朝鮮語における音韻体系の中で重要な役割を果たす音素であると説明している。また『貊炙』という料理は『三国史記』に出てくるが、高句麗人が肉を焼いて食べる料理と記述であり、具体的な肉の種類や調理法は不明でカルビとは分からない内容である。『雪夜炙』という料理は『高麗史』に出てくるが、内容は雪の降る夜に肉を焼いて食べる風習に関する記述であり、具体的な肉の種類や調理法は不明。 肉を焼くという点で共通点があるが、カㇽビと同一の料理であるかは断定できない。